# Этилендиаминтетрауксусная кислота
Этилендиаминтетрауксусная кислота, ЭДТА (от англ. EDTA), комплексон II — органическое соединение, четырёхосновная карбоновая кислота с химической формулой (HOOCCH2)2N(CH2)2N(CH2COOH)2, белый мелкокристаллический порошок, малорастворим в воде, нерастворим в большинстве органических растворителей, растворим в щелочах, с катионами металлов образует соли этилендиаминтетраацетаты. Получают конденсацией этилендиамина с монохлоруксусной кислотой. Соединение было впервые синтезировано в 1935 году Фердинандом Мюнцем, который получил соединение из этилендиамина и хлоруксусной кислоты.

Хелат металл—ЭДТА

## Применение
Применяют ЭДТА в виде дигидрата двунатриевой соли (комплексон III, трилон Б, Na2-ЭДТА) — в текстильной, кожевенной, бумажной, лакокрасочной промышленности, в производстве металлов, каучука, в цветной кинематографии, для смягчения воды. В аналитической химии ЭДТА позволяет определять более 60 элементов. В медицине ЭДТА используют для выведения из организма радиоактивных и токсичных металлов, для консервации крови, при передозировке сердечных гликозидов и др. В токсикологии кобальтовые соли ЭДТА используются в качестве антидота при отравлении синильной кислотой или хлорцианом. В стоматологии используется при эндодонтической обработке каналов зуба, деминерализует и размягчает поверхностный дентин. В фармацевтических технологиях ЭДТА применяют для усиления проницаемости лекарств через слизистые оболочки.
Также применяется в сельском хозяйстве в виде удобрений (так называемые элементы в хелатной форме). Хелатная форма питательных элементов хорошо усваивается растениями, как при корневой, так и листовой подкормке.
В молекулярной биологии ЭДТА используется в растворах для хранения ДНК, т.к. ингибирует действие многих металлозависимых нуклеаз.

## Биологическое действие

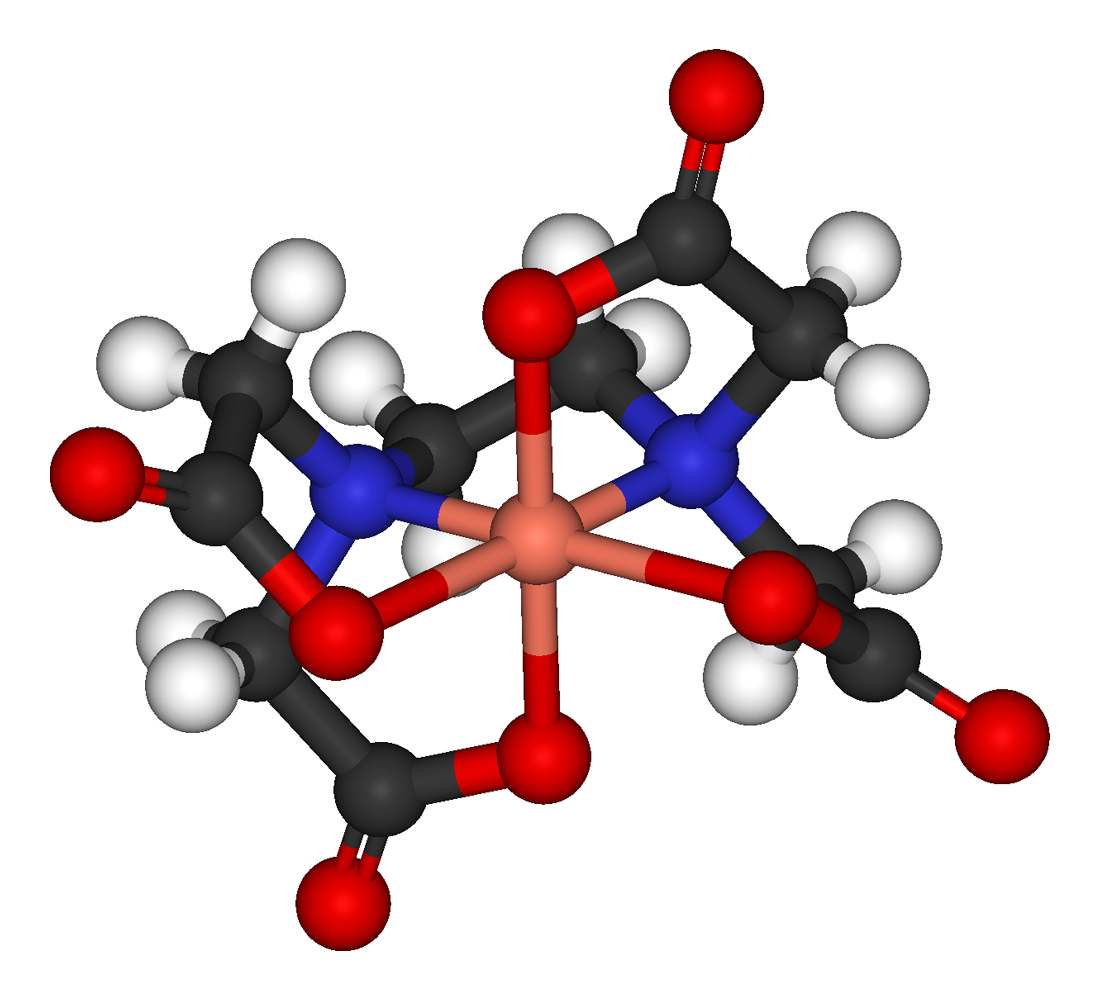
Модель комплекса, образованного ЭДТА с ионом Cu^{2+}

ЭДТА проявляет низкую токсичность. Для крыс ЛД50 — от 2,0 до 2,2 г/кг.
ЭДТА не воздействует на кожу и не проникает сквозь неё.
В лабораторных экспериментах был обнаружен цитотоксический эффект ЭДТА, а также незначительный генотоксический эффект. Отмечается, что пероральное введение больших доз ЭДТА приводит к изменениям в репродуктивной системе и общем развитии животных
В используемых в косметических средствах концентрациях ЭДТА не оказывает негативного влияния, косметика с ЭДТА безопасна для человека.

## Влияние на окружающую среду
ЭДТА имеет столь широкое применение, что поднимается вопрос, является ли этот органический загрязнитель устойчивым. Хотя ЭДТА имеет много важных функций в различных промышленных, фармацевтических и других направлениях, экологическая продолжительность ЭДТА может вызвать серьезные проблемы в окружающей среде. Распад ЭДТА происходит медленно. В основном это происходит абиотично под воздействием солнечных лучей.
Важнейшим процессом для устранения ЭДТА из поверхностных вод является прямой фотолиз при длинах волн ниже 400 нм.
Многие комплексы ЭДТА (такие как Mg2+ и Ca2+) в природе встречаются в избыточном количестве и являются устойчивыми.
Исследования также показывают, что ЭДТА оказывает негативное влияние на плодородие почв и урожайность сельскохозяйственных культур. Поскольку ЭДТА увеличивает подвижность тяжелых металлов, их действие негативно отражается и на состоянии почвенной микрофлоры, что в свою очередь негативно влияет на плодородие почвы.
Обычно растения почти не усваивают токсичные для них тяжёлые металлы, но ввиду того, что ЭДТА выполняет функцию транспортного агента, эти комплексы попадают в организм растения и приводят к нарушению процессов в клетках, а следовательно влияют на рост и развитие растения в целом. В частности, было обнаружено, что в результате попадания избыточного количества тяжёлых металлов в растение может возникать хлороз, замедление ростовых процессов, нарушения метаболизма и снижение способности фиксировать молекулярный азот у бобовых культур. Тяжёлые металлы накапливаются в растениях, а в дальнейшем и в сельскохозяйственной продукции, влияя на ее качество.